# China League One
Die China League One (chinesisch 中国足球协会甲级联赛, Pinyin Zhōngguó Zúqiú Xiéhuì Jiǎjí Liánsài), auch als Chinese Jia League (中甲联赛) bekannt, ist die zweithöchste Spielklasse im chinesischen Männerfußball; vor 2004 hieß sie Jia-B League.

## Modus
Die Saison findet innerhalb eines Kalenderjahres statt, sie beginnt im März oder April und endet im Oktober oder November. Jeder Verein bestreitet dabei ein Heim- und ein Auswärtsspiel gegen jede andere Mannschaft der Liga. Es gilt auch hier die Drei-Punkte-Regel; bei Punktgleichheit entscheidet der direkte Vergleich. In früheren Jahrzehnten gab es wechselnde Zahlen von Auf- und Abstiegsplätzen; teilweise war es nicht möglich aufzusteigen. Seit 2004 allerdings gilt, dass die zwei besten Vereine einer Saison in die Chinese Super League aufsteigen. Die Anzahl der Absteiger variierte jedoch immer wieder aus verschiedenen Gründen und in der Saison 2011 wurde einmalig eine Relegation gespielt, die der Zweitligist verlor. Aktuell gilt, dass die zwei schlechtesten Vereine in die China League Two absteigen.

## Ausländische Spieler
Auch in der zweiten Liga ist die erlaubte Anzahl ausländischer Fußballer pro Verein begrenzt. Aktuell sind drei ausländische Fußballer pro Verein zugelassen. Dabei galten Fußballer aus Hongkong, Macau oder Taiwan bis zur Saison 2016 nicht als Ausländer. Seitdem gelten von diesen Fußballer nur jene nach wie vor nicht als Ausländer, die ihre Verträge vor dem 1. Januar 2016 unterschrieben haben.

## Meister, Auf- und Absteiger
| Saison | Aufsteiger in die höchste Liga (Meister zuerst genannt)                             | Absteiger in die dritthöchste Liga | Torschützenkönig(e)                      |
| ------ | ----------------------------------------------------------------------------------- | --- | ---------------------------------------- |
| 2004   | Wuhan Huanghelou, Zhuhai Zhongbang                                                  | Dongguan Dongcheng, Xi’an Anxinyuan | Will Robson Emilio Andrade (22)          |
| 2005   | Xiamen Lanshi, Changchun Yatai                                                      | Harbin Guoli | Mikalay Ryndzyuk (15)                    |
| 2006   | Henan Construction, Zhejiang Greentown                                              | Hunan Xiangjun | Alex Chandre de Oliveira (15)            |
| 2007   | Guangzhou Pharmaceutical, Chengdu Blades                                            | Hohhot Black Horse | Luis Alfredo Ramírez (19)                |
| 2008   | Jiangsu Shuntian, Chongqing Lifan                                                   | Yantai Yiteng, Xiamen Lanshi (Auflösung) | Sabin Ilie (18)                          |
| 2009   | Liaoning Hongyun, Nanchang Hengyuan                                                 | Qingdao Hailifeng, Beijing Hongdeng (beide Zwangsabstieg) Sichuan Meilianshu                                                                 | Martín Edwin García (19)                 |
| 2010   | Guangzhou GAC, Chengdu Blades                                                       | Nanjing Yoyo | Gao Lin (20)                             |
| 2011   | Dalian Aerbin, Guangzhou R&F                                                        | Guizhou Zhicheng | Mitchel Brown (13) Johnny Woodly (13)    |
| 2012   | Shanghai Tellace, Wuhan Zall                                                        | Shenyang Dongjin | Babacar Guèye (23)                       |
| 2013   | Henan Construction, Harbin Yiteng                                                   | Guizhou Zhicheng, Chongqing FC (Zwangsabstieg)                                                                                               | Babacar Guèye (23)                       |
| 2014   | Chongqing Lifan, Shijiazhuang Yongchang                                             | Shenyang Zhongze, Chengdu Blades, Guangdong Sunray Cave (alle Zwangsabstieg)                                                                 | Augusto Pacheco Fraga (21)               |
| 2015   | Yanbian Funde, Hebei Zhongji                                                        | Beijing Institute of Technology FC, Jiangxi Liansheng                                                                                        | Ha Tae-kyun (26)                         |
| 2016   | Tianjin Quanjian, Guizhou Zhicheng                                                  | Qingdao Jonoon, Hunan Billows | Luís Fabiano (22)                        |
| 2017   | Dalian Yifang, Beijing Renhe                                                        | Yunnan Feihu, Baoding Yingli Yitong | Marcelo Moreno (23) Harold Preciado (23) |
| 2018   | Wuhan Zall, FC Shenzhen                                                             | Zhejiang Yiteng, Dalian Transcendence | John Mary (24)                           |
| 2019   | Qingdao FC, Shijiazhuang Ever Bright                                                | Guangdong South China Tiger FC, Sichuan Longfor, Liaoning FC, Shanghai Shenxin (alle Vereine wurden aufgelöst)                               | Oscar Maritu (22)                        |
| 2020   | Changchun Yatai                                                                     | Taizhou Yuanda FC, Beijing Renhe, Inner Mongolia Zhongyou (alle Vereine wurden aufgelöst)                                                    | Tan Long (11)                            |
| 2021   | Wuhan Three Towns FC, Meizhou Hakka, Zhejiang Professional FC, Chengdu Rongcheng FC | Beijing Institute of Technology FC, Xinjiang Tianshan Leopard                                                                                | Nyasha Mushekwi (23)                     |
| 2022   | Kunshan FC (aufgelöst), Qingdao Hainiu, Nantong Zhiyun                              | Beijing Institute of Technology FC, Zibo Cuju FC (aufgelöst), Beijing Sport University FC (aufgelöst), Xinjiang Tianshan Leopard (aufgelöst) | Kingsley Onuegbu (27)                    |
| 2023   | Sichuan Jiuniu FC, Qingdao Youth Island FC                                          | Wuxi Wugo FC, Jiangxi Beidamen FC | Moses Ogbu (20)                          |
| 2024   | Yunnan Yukun FC, Dalian Yingbo FC                                                   | Wuxi Wugo FC, Jiangxi Lushan FC | Nyasha Mushekwi (24)                     |